# Ukraїner
Ukraїner是一个多媒体乌克兰研究项目。
Ukraїner 由记者兼作家Bohdan Lohvynenko於2016年創辦。截至2019年底，Ukraїner创建了一个媒体资料集，該資料集被翻译成九种语言。此外Ukraїner還出版了两本书以及制作了一部纪录片。Ukraїner還与烏克蘭政府一起向全球推廣乌克兰文化。